# Sauris septa
Sauris septa là một loài bướm đêm trong họ Geometridae.